# پل هنسن
پل هنسن (دانمارکی: Poul Hansen; ۲۰ اکتبر ۱۸۹۱ – ۲۹ اکتبر ۱۹۴۸) کشتی‌گیر اهل دانمارک بود.